# エイドリアン・ホッジス
エイドリアン・ホッジス（Adrian Hodges、1957年2月4日 - ）は、イングランドのテレビおよび映画脚本家。英国アカデミー賞受賞。

## 生い立ちとキャリア
彼のキャリアは『スクリーン・インターナショナル』誌のジャーナリズムに端を発し、脚本家としては1991年のテレビドラマ『Tell Me That You Love Me』でデビューし、ミランダ・リチャードソンとローズマリー・ハリスがオスカー賞にノミネートされた映画『橋の上の貴婦人』（1992年）と映画『愛しすぎて/詩人の妻』（1994年）がそれに続いた。
ジュリアン・バーンズの『Metoland』を1997年に映画化した後、ホッジスは『Amongst Women』（1998年）などテレビの脚本執筆に専念した。『Amongst Women』はジョン・マクガハンの小説をBBC Twoでドラマ化したもので、英国アカデミー賞ベストシリアル賞を受賞し、映画『The Lost World』（2001年）とドラマ『Charles II: The Power and the Passion』（2003年）がバンフ世界メディアフェスティバルでグランプリ賞を受賞した。
2005年に彼はHBOとBBCのテレビドラマ『ROME［ローマ］』でエピソード「凱旋式」を執筆した。後に彼はフィリップ・プルマンのサリー・ロックハートの物語をテレビドラマ化し、『The Ruby in the Smoke』（2006年）と『The Shadow in the North』（2007年に制作完了）を執筆した。
彼はITVのSFドラマ『プライミーバル』の共同制作者でもあり、全5シリーズのうち9エピソードを執筆した。また、2008年には小説『Silas Marner』の新ドラマ化に向けて動いていると報じられた。
2007年11月22日、BBCは『生存者たち』のリメイクが制作され、その執筆をエイドリアン・ホッジスが担当することを告知した。全2シリーズが BBC One で2008年と2010年に放送された。
ホッジスは2011年の映画『マリリン 7日間の恋』の脚本も執筆した。
エイドリアン・ホッジスはアレクサンドル・デュマ・ペールのキャラクターを原作としてBBCのテレビシリーズ『マスケティアーズ/三銃士』を制作した。本作は2014年1月から3月にかけて第1シリーズが放送された。

## 作品
| 制作                                  | 備考                                                                                         | 放送局                                 |
| ------------------------------------- | -------------------------------------------------------------------------------------------- | -------------------------------------- |
| Screen One                            | - "Tell Me That You Love Me"（1991年）                                                       | BBC One                                |
| 橋の上の貴婦人                        | - 映画（1992年）                                                                             | なし                                   |
| 愛しすぎて/詩人の妻                   | - 映画（1994年）                                                                             | なし                                   |
| Kavanagh QC                           | - "A Family Affair"（1995年） - "The Sweetest Thing"（1995年） - "True Commitment"（1996年） | ITV                                    |
| Metroland                             | - 映画（1997年）                                                                             | なし                                   |
| Heaven on Earth                       | - テレビ映画（1998年）                                                                       | BBC One                                |
| Amongst Women                         | - ミニテレビシリーズ（1998年）                                                               | BBC Two                                |
| The Jump                              | - 4エピソード（1998年）                                                                      | ITV                                    |
| デビッド・コパーフィールド            | - テレビミニシリーズ（1999年）                                                               | BBC One                                |
| Lorna Doone                           | - テレビ映画（2001年）                                                                       | BBC One                                |
| The Hunt                              | - テレビ映画（2001年）                                                                       | ITV                                    |
| The Lost World                        | - テレビ映画（2001年）                                                                       | BBC One                                |
| Charles II: The Power and The Passion | - テレビミニシリーズ（2003年）                                                               | BBC One                                |
| ROME［ローマ］                        | - 「凱旋式」（2005年）                                                                       | BBC Two HBO                            |
| The Ruby in the Smoke                 | - テレビ映画（2006年）                                                                       | BBC One                                |
| The History of Mr. Polly              | - テレビ映画（2007年）                                                                       | ITV                                    |
| The Shadow in the North               | - テレビ映画（2007年）                                                                       | BBC One                                |
| プライミーバル                        | - 9エピソード（2007年-2011年）                                                               | ITV                                    |
| 生存者たち                            | - 6エピソード（2008年-2010年）                                                               | BBC One                                |
| マリリン 7日間の恋                    | - 映画（2011年）                                                                             | なし                                   |
| 13 Steps Down                         | - テレビミニシリーズ（2012年）                                                               | ITV                                    |
| Labyrinth                             | - テレビミニシリーズ（2012年）                                                               | チャンネル4 CWテレビジョンネットワーク |
| マスケティアーズ/三銃士               | - 9エピソード（2014年-2016年）                                                               | BBC One                                |
| The Go-Between                        | - テレビ映画（エグゼクティブ・プロデューサーも兼任、2015年）                                 | BBC One                                |

## 受賞とノミネート
| 年   | 賞               | 作品 | 部門 | 結果       |
| ---- | ---------------- | --- | --- | ---------- |
| 1999 | 英国アカデミー賞 | Amongst Women（コリン・タッカー、ジョナサン・カーリング、トム・ケアンズと共同）                          | Best Drama Serial | ノミネート |
| 2004 | 英国アカデミー賞 | Charles II: The Power and The Passion （ケイト・ハワード、ジョー・ライトと共同）                         | Best Drama Serial | 受賞       |
| 2006 | 全米脚本家組合賞 | ROME［ローマ］                                                                                           | New Series (TV)（アレクサンドラ・カニンハム、デヴィッド・フランケル、ブルーノ・ヘラー、ウィリアム・J・マクドナルド、ジョン・ミリアスと共同） | ノミネート |
| 2007 | TV Quick Awards  | プライミーバル（ティム・ヘインズと共同）                                                                 | Best New Drama | ノミネート |
| 2012 | 英国アカデミー賞 | マリリン 7日間の恋（サイモン・カーティス、デイヴィッド・パーフィット、ハーヴェイ・ワインスタインと共同） | Alexander Korda Award for Best British Film                                                                                                  | ノミネート |